# Monte Agad-Agad
Monte Agad-Agad es una montaña situada en la ciudad de Iligan, en Filipinas, que tiene una altura estimada de 1.600 pies (490 m) sobre el nivel del mar.
El monte Agad-Agad es muy accesible y es bueno para caminatas de montaña y campings durante la noche. Proporciona una vista completa de la ciudad de Iligan por la noche o el día, ideal para las actividades al aire libre, para excursionistas y montañistas. Una pequeña cascada aparece en el camino a la cima de la montaña.